# Dominica nos Jogos Pan-Americanos
Dominica competiu nos Jogos Panamericanos desde a décima-segunda edição em 1995. O país compete com o código de país do COI: 'DMA'.
O atletas que representaram o país conquistaram um total de três: medalhas nos Jogos Pan-Americanos, uma de prata, em Mar do Prata 1995 e mais uma de prata em Guadalajara 2011 e uma de bronze no Rio de Janeiro, em 2007. 
Dominica não enviou representantes para os Jogos Pan-Americanos de Inverno de 1990, em Las Leñas, na Argentina.

## Participação
| Ano   | Sede           | Gold | Silver | Bronze | Total |
| ----- | -------------- | ---- | ------ | ------ | ----- |
| 1995  | Mar do Prata   | 0    | 1      | 0      | 1     |
| 1999  | Winnipeg       | 0    | 0      | 0      | 0     |
| 2003  | Santo Domingo  | 0    | 0      | 0      | 0     |
| 2007  | Rio de Janeiro | 0    | 0      | 1      | 1     |
| 2011  | Guadalajara    | 0    | 1      | 0      | 1     |
| Total | Total          | 0    | 2      | 1      | 3     |